# Средний Дунантуль

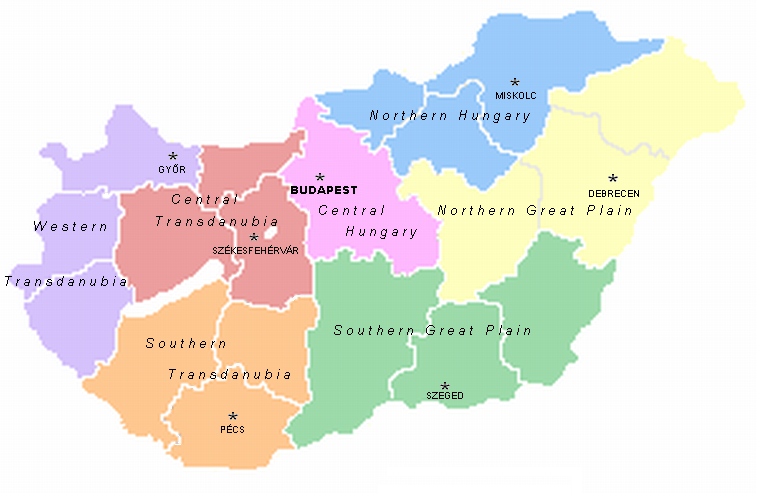
Регионы Венгрии

Средний Дунантуль (венг. Közép-Dunántúl) — статистический (NUTS 2) регион Венгрии, включающий медье Комаром-Эстергом, Фейер, Веспрем. На севере граничит со Словакией, с юга ограничен озером Балатон, на востоке— Дунаем.
Площадь региона составляет 11 237 км². (пятый по площади регион Венгрии). Население — 1 094 104 человека (данные 2011 года). Уровень безработицы в 2001 году составлял 4,6 %.
Динамично развивающийся регион Венгрии, имеющий хорошее географическое расположение и квалифицированную рабочую силу. Имеющаяся инфраструктура требует дополнительного развития для привлечения инвестиций.
На территории региона находится одно из самых тёплых озёр Европы Веленце. Основные достопримечательности расположены в городах Секешфехервар, Веспрем.
В Херенде с 1826 года производится фарфор (Herend).